# Arizona si scatenò... e li fece fuori tutti
Arizona si scatenò... e li fece fuori tutti è un film del 1970 diretto da Sergio Martino, al suo debutto in un film di finzione dopo aver diretto una serie di documentari. È il sequel di Arizona Colt.

## Trama
Arizona Colt e il suo compagno Double Whisky, dopo aver subito l'attacco di due cacciatori di taglie, scoprono che sulla testa del primo c'è una taglia: si dice che abbia rapito una ragazza, ma il responsabile è un vecchio nemico, Keene. In realtà Keene è intimamente legato alla ragazza e ruba l'oro di suo padre. Successivamente, Double Whisky viene catturato da Keene, il che fa scatenare la violenza del "redivivo" Arizona, benché sia innamorato e accasato con Sheila.